# Aporomyces byrrhini
Aporomyces byrrhini är en svampart som beskrevs av R.K. Benj. 1989. Aporomyces byrrhini ingår i släktet Aporomyces och familjen Laboulbeniaceae.   Inga underarter finns listade i Catalogue of Life.